# Waldsteinia
Waldsteinia es un género perteneciente a la familia  (Rosaceae).

## Taxonomía
Waldsteinia fue descrita por Carl Ludwig Willdenow y publicado en Die Gesellschaft naturforschender Freunde zu Berlin, neue Schriften 2: 105, pl. 4, f. 1, en el año 1799. La especie tipo es: Waldsteinia geoides Willd.
Etimología
Waldsteinia: nombre genérico otorgado en honor del botánico alemán Franz de Paula Adam von Waldstein.

## Especies

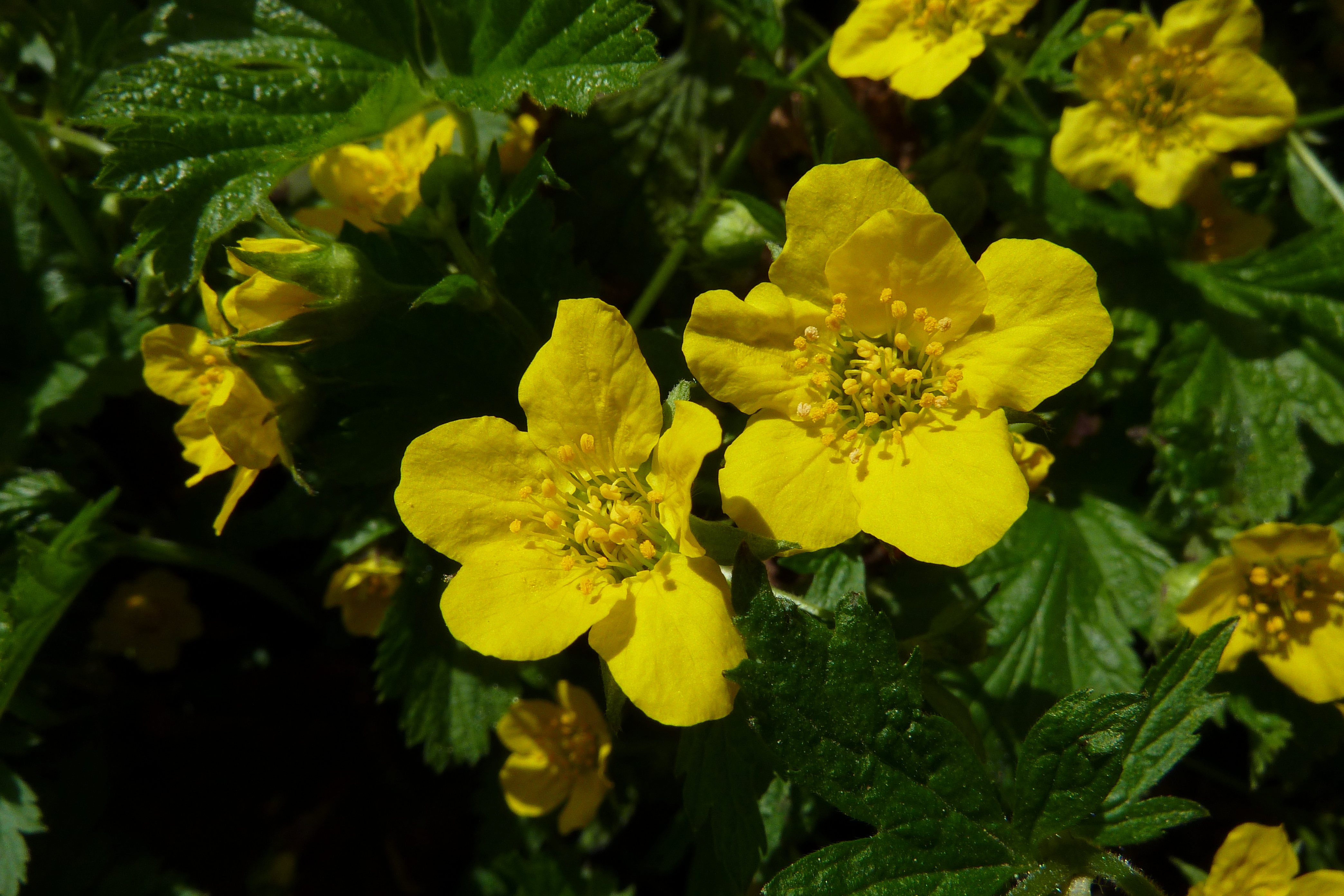
Waldsteinia ternata

- Waldsteinia fragarioides
- Waldsteinia geoides
- Waldsteinia idahoensis
- Waldsteinia lobata
- Waldsteinia ternata